# Трентин, Маттео
Маттео Трентин (итал. Matteo Trentin, 2 августа 1989 года, Борго-Вальсугана, Италия) — итальянский профессиональный шоссейный велогонщик, выступающий  с 2020 года за команду мирового тура «CCC Team». Чемпион Европы в групповой гонке 2018 года. Победитель этапа юбилейного 100-го Тур де Франс.

## Достижения
2007
1-й  Чемпионат Италии по велокроссу среди юниоров
2010
1-й на этапе 1 Джиро дель Фриули
2-й Trofeo Alcide Degasperi
2-й Руота д’Оро
5-й Trofeo Gianfranco Bianchin
6-й Trofeo Edil C
7-й Gran Premio della Liberazione
2011
1-й  Чемпионат Италии среди молодёжи в групповой гонке
1-й Gran Premio della Liberazione
1-й Trofeo Alcide Degasperi
2-й Gran Premio Industrie del Marmo
5-й Тур Фландрии среди молодёжи
2012
1-й Gullegem Koerse
9-й Гран-при Ефа Схеренса
10-й Три дня Западной Фландрии
10-й Ле-Самен
2013
1-й на этапе 14 Тур де Франс
2014
1-й на этапе 7 Тур де Франс
1-й на этапе 6 Тур Швейцарии
1-й на этапе 1(ТТТ) Тиррено — Адриатико
4-й Trofeo Ses Salines
9-й Кюрне — Брюссель — Кюрне
2015
1-й Париж — Тур
Тур Пуату — Шаранта
1-й на этапах 2 и 5
1-й  Очковая классификация
1-й на этапе 6 Тур Британии
2-й Гран Пьемонте
3-й E3 Харелбеке
3-й Кубок Бернокки
6-й Схелдепрейс
2016
1-й на этапе 18 Джиро д’Италия
Tour de l’Ain
1-й  Очковая классификация
1-й на этапе 1
Тур Валлонии
1-й  Очковая классификация
1-й на этапе 4
4-й Париж — Тур
4-й Münsterland Giro
5-й Trofeo Felanitx–Ses Salines-Campos-Porreres
9-й Классика Гамбурга
9-й Бретань Классик
10-й Милан — Сан-Ремо
2017
1-й Париж — Тур
1-й Гран-при Импанис–Ван Петегем
Вуэльта Испании
1-й на этапах 4,10,13 и 21
 Приз самому агрессивному гонщику этапа 10
 Лидер очковой классификации на этапах 4-8 и 10-14
1-й на этапе 2 Вуэльта Бургоса
2-й Бенш — Шиме — Бенш
4-й Чемпионат мира в групповой гонке
4-й Trofeo Laigueglia
5-й Кюрне — Брюссель — Кюрне
9-й Омлоп Хет Ниувсблад
2018
1-й  Чемпионат Европы в групповой гонке
1-й на этапе 5 Тур Гуанси
4-й Вуэльта Мурсии
5-й Классика Гамбурга
6-й Гран-при Бруно Бегелли
7-й Гент — Вевельгем
2019
1-й на этапах 2 и 5 Вуэльта Андалусии
1-й на этапе 2 Вуэльта Валенсии
7-й Вуэльта Мурсии
7-й E3 БинкБанк Классик
7-й Гент — Вевельгем
9-й Омлоп Хет Ниувсблад
10-й Милан — Сан-Ремо

## Статистика выступлений

### Чемпионаты
| Соревнование     | Соревнование | 2012 | 2013 | 2014 | 2015 | 2016 | 2017 | 2018 |
| ---------------- | ------------ | ---- | ---- | ---- | ---- | ---- | ---- | ---- |
| Чемпионат мира   | RR           | 120  | —    | —    | 34   | НФ   | 4    | —    |
| Чемпионат мира   | TTT          | —    | —    | —    | —    | —    | —    | 5    |
| Чемпионат Европы | RR           | —    | —    | —    | —    | —    | —    | 1    |
| Чемпионат Италии | RR           | —    | —    | 17   | —    | —    | 9    | 32   |

### Гранд Туры
| Гонка           | 2013 | 2014 | 2015 | 2016 | 2017 | 2018 | 2019 |
| --------------- | ---- | ---- | ---- | ---- | ---- | ---- | ---- |
| Джиро д'Италия  | 118  | —    | —    | 74   | —    | —    | —    |
| Тур де Франс    | 142  | 93   | 117  | —    | НФ   | —    | 52   |
| Вуэльта Испании | —    | —    | —    | —    | 84   | 125  | —    |

### Однодневки
| Монументальные           | 2011 | 2012 | 2013 | 2014 | 2015 | 2016 | 2017 | 2018 | 2019 |
| ------------------------ | ---- | ---- | ---- | ---- | ---- | ---- | ---- | ---- | ---- |
| Милан — Сан-Ремо         | —    | НФ   | —    | НФ   | —    | 10   | 55   | 37   | 10   |
| Тур Фландрии             | —    | НФ   | —    | 58   | 88   | 34   | 13   | 45   | 21   |
| Париж — Рубе             | —    | НФ   | —    | 95   | 51   | 36   | 88   | НФ   | 43   |
| Льеж — Бастонь — Льеж    | —    | —    | —    | —    | —    | —    | —    | —    |      |
| Джиро ди Ломбардия       | НФ   | —    | —    | —    | НФ   | —    | —    | —    |      |
| Классические             | 2011 | 2012 | 2013 | 2014 | 2015 | 2016 | 2017 | 2018 | 2019 |
| Омлоп Хет Ниувсблад      | —    | НФ   | НФ   | 72   | 47   | —    | 9    | 55   | 9    |
| Кюрне — Брюссель — Кюрне | —    | —    | —    | 9    | 106  | —    | 5    | 16   | НФ   |
| E3 БинкБанк Классик      | —    | 90   | —    | —    | 3    | 12   | 22   | 11   | 7    |
| Гент — Вевельгем         | —    | 64   | —    | 15   | 28   | 47   | 51   | 7    | 7    |
| Амстел Голд Рейс         | —    | —    | —    | —    | —    | 58   | —    | —    | 10   |
| Париж — Тур              | —    | —    | —    | —    | 1    | 4    | 1    | —    |      |

| —  | Не участвовал  |
| НФ | Не финишировал |